# Uña (kommun)
Uña är en kommun i Spanien.   Den ligger i provinsen Provincia de Cuenca och regionen Kastilien-La Mancha, i den centrala delen av landet, 150 km öster om huvudstaden Madrid. Antalet invånare är 105. Uña ligger vid sjön Laguna de Uña.